# Товарищество патриоток

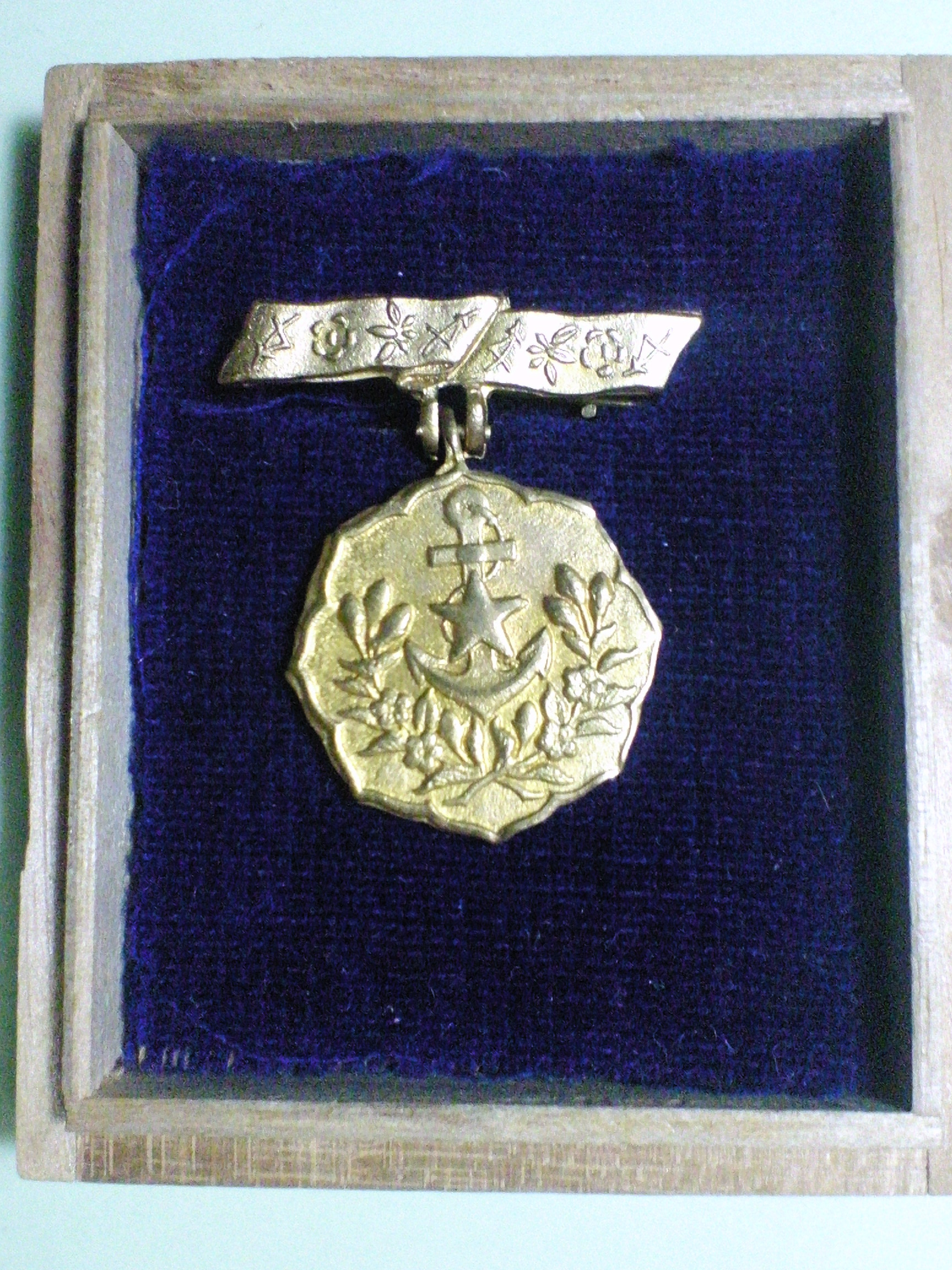
Нагрудный знак особого члена Общества

Общество патриоток (яп. 【愛国婦人会】, あいこくふじんかい, "айкоку фудзин-кай") — японская женская организация для помощи военным и военным семьям Японской империи. Основана Окумурой Йоко. Существовала со 2 марта 1901 года по 2 марта 1942 года.

## Краткие сведения
Общество возникло в результате деятельности Окумуры Йоко, после восстания боксёров в 1900—1901 годах в Китае последовал за японским экспедиционным войском «вестник утешения». Она убедила чиновника Коноэ Ацумаро в необходимости создать женскую организацию, которая бы помогала в поднятии боевого духа солдат на фронте, поощряла новых членов в войска, ухаживала за ранеными и предоставляла услуги семьям военнослужащих.
Начиная с 1903 года президентом общества предназначалась иметь императора Японии. Во время русско японской войны количество членов общества насчитывало уже 460 000 человек. Они посылали японским солдатам на фронт так называемые «пакеты утехи» с письмами родных или предметами повседневной необходимости.
Окумура продолжала призывать по регионам новых членов своего общества, способствуя росту милитаристских настроений среди японцев. После начала второй китайско-японской войны она стала организатором женского патриотического движения. На 1937 год количество членов ее Общества патриоток составляло около 3 380 000 человек. Его основным конкурентом выступало Женское общество национальной обороны.
В 1942 году Общество патриоток была присоединена к Женскому общества Великой Японии, нижним организационным звеном Общества помощи императорскому правлению Товарищества помощи императорскому правлению.